# HD13372
HD13372 — хімічно пекулярна зоря спектрального класу A0, що має видиму зоряну величину в смузі V приблизно  6,2.
Вона  розташована на відстані близько 482,5 світлових років від Сонця.